# اصلاحات تنپو
اصلاحات تنپو (به ژاپنی: 天保の改革 tenpō no kaikaku) مربوط به سال‌های (۱۸۴۱–۱۸۴۳) دوره ادو، تلاش ناموفق یازدهمین شوگون به نام توکوگاوا ایه‌ناری (۱۸۶۸–۱۶۰۳) در آغاز حکومت خود برای بازگرداندن جامعه فئودالی و کشاورزی در ژاپن بود. نام خود را از دوره تمپو (۱۸۴۴-۱۸۳۰) که این اصلاحات در آن رخ داده است، گرفته‌است. اصلاحات ناکارآمدی بود با توسل به روش‌های سنتی در برخورد با مشکلات رو به رشد شهری و فقر و جرم و جنایت ، بیش از حد سفت و سخت دولت، و نارضایتی ارضی در ژاپن نشان داد.
این اصلاحات توسط میزونو تاکاکونی مشاور ارشد شوگون آغاز شده، اصلاحات تمپو بر صرفه‌جویی در امور دولتی و شخصی تأکید داشت. بسیاری از مقامات از دولت حذف شدند، هرزگی در آثار هنری و ادبی سانسور شدند. بدهی پیروان شوگون به تجار بخشیده شد. مهاجرت بیشتر به شهرها، محدود شد. کنترل قیمت‌ها تشویق شد و اصناف تجاری از کار دلسرد شدند. در تلاش برای تحکیم زمین‌های متعلق به شوگون در اطراف ادو (توکیو) و اوزاکا در عوض گرفتن این نوع زمین‌ها از صاحبان آنها، زمین‌هایی با ارزش زراعی کمتر به مالکان تفویض شد. که همنی امر باعث تحریک مخالفت آنان را فراهم آورد. اصلاحاتی بودند بیهوده و بی‌اثر که نشان از پیچیدگی امر اقتصاد ژاپن داشتند.